# Hypolimnas angustolimbata
Hypolimnas angustolimbata är en fjärilsart som beskrevs av Gustav Weymer 1892. Hypolimnas angustolimbata ingår i släktet Hypolimnas och familjen praktfjärilar. Inga underarter finns listade i Catalogue of Life.